# Mesoleuca alaudaria
Mesoleuca alaudaria là một loài bướm đêm trong họ Geometridae.